# Raïon de Nevelsk
Le raïon de Nevelsk (russe : Не́вельский райо́н) est l'une des dix-sept subdivisions administratives (raïons) de l'oblast de Sakhaline, à l'est de la Russie. En tant que division municipale, il est intégré à l'okroug urbain de Nevelsk. Il est situé au sud-ouest de l'oblast. Sa superficie est de 1 445,4 km2. Son centre administratif est la ville de Nevelsk. La population du raïon (en excluant le centre administratif) était de 5 876 (2010); 8 225 (2002) 13 972 (1989).